# Asterix bei den Briten (Film)
Asterix bei den Briten (Originaltitel: Astérix chez les Bretons) ist der fünfte Asterix-Zeichentrickfilm aus dem Jahr 1986 und basiert auf dem gleichnamigen Comicband von Albert Uderzo und René Goscinny.

## Handlung
Die Römer unter Julius Cäsar beabsichtigen, Britannien zu erobern, und setzen ihre Truppen mit Schiffen auf die Insel über. Dort leisten die Briten erbittert Widerstand, beenden jedoch die Kämpfe mit den Römern um Punkt fünf Uhr nachmittags, um heißes Wasser zu trinken. Auch kämpfen sie an Wochenenden nicht. Präfekt Motus ist ratlos und berichtet Cäsar davon, der nunmehr entscheidet, dass die Römer ab sofort mit allen Angriffen um fünf Uhr beginnen und an den Wochenenden verstärkt zuschlagen sollen. So gelingt es ihnen, Britannien innerhalb kürzester Zeit zu unterwerfen – mit Ausnahme eines kleinen Dorfes, das immer noch Widerstand leistet. Dort erwartet Sebigbos nervös den nächsten Angriff der Römer, die Verstärkung angefordert haben. Dabei hat Teefax die Idee, Hilfe aus dem gallischen Dorf seines Vetters Asterix aus Aremorica anzufordern, das für seinen Zaubertrank und den erfolgreichen Widerstand gegen die Römer bekannt ist. So macht sich Teefax auf die Reise zu den Galliern.
Nach seiner Ankunft braut ihm Miraculix sogleich ein Fass seines Zaubertranks. Da Teefax das Fass nicht alleine zurück nach Britannien transportieren kann, sollen ihn Asterix und Obelix begleiten. Bei der Überfahrt in ihrem Boot treffen sie auf Piraten, die gerade dabei sind, die Galeere eines phönizischen Händlers zu überfallen. Obelix versenkt das Piratenschiff und rettet die Phönizier, die ihnen zum Dank ein Säckchen mit edlen Kräutern aus dem Orient schenken.
In Britannien machen sie Station im Gasthaus „Le rieur sanglier“ („Zum lachenden Wildschwein“), in dem sie mit den gewöhnungsbedürftigen Ess- und Trinkgewohnheiten der Briten Bekanntschaft machen, wie beispielsweise lauwarmer Cervisia und gekochtem Wildschwein in Pfefferminzsoße. Sie reisen weiter nach Londinium, wo sie den Gallier Gaulix aufsuchen, der Besitzer der Taverne „La Gauloise Amphore“ („Zur gallischen Amphore“) ist. Dieser bewirtet seine Besucher und stellt das Fass mit dem Zaubertrank in sein Weindepot.
Der Zenturio Stratocumulus hat inzwischen davon erfahren, dass die Gallier ein Fass mit Zaubertrank in das britannische Dorf bringen wollen, und berichtet dem Präfekten Motus davon. Dieser befiehlt daraufhin, alle Weinfässer der Stadt zu konfiszieren und mit dem Namen des betreffenden Wirtes zu versehen, um den gallischen Schmugglern auf die Spur zu kommen. Kurz darauf beschlagnahmt eine römische Patrouille tatsächlich auch alle Fässer des Gaulix, während Asterix, Obelix und Teefax nur knapp der Verhaftung entgehen. Dennoch müssen sie sich nun aufmachen, um ihren Zaubertrank wiederzuerhalten, und begeben sich zum Präfekturpalast der Stadt, wo die Legionäre bereits dabei sind, alle Fässer der Stadt auf ihren Inhalt zu prüfen. Die Gallier spüren die mit „Gaulix“ markierten Behälter auf und verladen sie wieder auf ihren Wagen. Da Obelix sich aber nicht beherrschen kann und bereits vom Inhalt kostet, ist er rasch so betrunken, dass er auf dem Rückweg grundlos eine vorbeiziehende römische Patrouille angreift. Diese Unachtsamkeit nutzt ein Dieb namens Machfax, um ihren Wagen mit allen Fässern zu stehlen, darunter natürlich auch das mit dem Zaubertrank.
Asterix und Teefax bringen nun zunächst Obelix zum Ausnüchtern zurück zu Gaulix und durchstreifen nun zu zweit die Stadt. Dabei entdecken sie in einer Straßenkneipe ein Fass mit der Aufschrift „Gaulix“, aus dem dort aufgrund des akuten Weinmangels in der Stadt ausgeschenkt wird. Dadurch gelingt es ihnen, den Namen des Wagendiebs zu ermitteln. Zurück bei Gaulix stellen sie jedoch fest, dass Obelix und der Wirt von den Römern verhaftet wurden. Diese waren misstrauisch geworden, nachdem von den konfiszierten Weinfässern nur diejenigen des Gaulix verschwunden waren. Daher machen sich Asterix und Teefax nun zuerst zu einer Befreiungsaktion auf in das städtische Gefängnis, den „Tower von Londinium“. Gemeinsam mit Obelix suchen sie nun den Dieb Machfax zuhause auf und erzwingen von ihm eine Liste aller Kunden, an die er die gestohlenen Weinfässer verkauft hat. Darunter ist auch die „Rugby“-Mannschaft von Camulodunum (der Name der Sportart wird nicht erwähnt), weshalb der Entschluss gefasst wird, am folgenden Tag ein Spiel der Mannschaft zu besuchen.
Tatsächlich zeigt sich während des Spiels, dass der Mannschaftsarzt den Zaubertrank zur „Erfrischung“ verletzter Spieler verwendet. Noch während des Spiels lösen Asterix, Obelix und Teefax einen Tumult aus, den sie dazu nutzen, das Fass mit Zaubertrank wieder an sich zu nehmen und zu fliehen. Noch auf der Flucht mit dem Boot treffen sie jedoch auf eine römische Kriegsgaleere, die mit ihrem Katapult ihren Nachen mitsamt dem Fass zerstört. Völlig verzweifelt bleibt den Galliern nichts übrig, als ohne Zaubertrank zu Teefax' Dorf vorzudringen, wo sich die Römer gerade auf den finalen Vernichtungsschlag vorbereiten. Dort angekommen, hat Asterix in höchster Not die Idee, die Kräuter der phönizischen Händler von der Hinfahrt in das heiße Wasser der Briten zu geben und das dabei entstandene Getränk den Dorfbewohnern als Zaubertrank auszugeben. Diese trinken davon und fühlen sich so beflügelt, dass es ihnen tatsächlich gelingt, die anrückenden Römer zu besiegen. Wieder zu Hause in Gallien erfährt Asterix schließlich von Miraculix, dass es sich bei den orientalischen Kräutern um Teeblätter handelt.

## Synchronisation
| Rolle                                            | Originalsprecher | Deutsche Fassung (1987) | Schwäbische Fassung (2002) |
| ------------------------------------------------ | ---------------- | ----------------------- | -------------------------- |
| Asterix                                          | Roger Carel      | Manfred Lichtenfeld     | Tobias Lelle               |
| Obelix                                           | Pierre Tornade   | Wolfgang Hess           | Harald Dietl               |
| Teefax                                           | Graham Bushnell  | Chris Howland           | Chris Howland              |
| Miraculix                                        | Henri Labussière | Leo Bardischewski       | Thomas Reiner              |
| Majestix                                         | Henri Poirier    | Michael Habeck          | Dietz-Werner Steck         |
| Julius Cäsar                                     | Serge Sauvion    | Christian Marschall     | Joachim Höppner            |
| Präfekt Motus alias Gaius Ausgus                 | Nicolas Silberg  | Hartmut Neugebauer      | Hartmut Neugebauer         |
| Automatix                                        | Michel Gatineau  | Harald Dietl            | Thomas Rau                 |
| Kapitän Rotbart                                  | Michel Gatineau  | Norbert Gastell         | Norbert Gastell            |
| Dekurio Claudius Hochgenus alias Claudius Lapsus | Pierre Mondy     | Gernot Duda             | Thomas Albus               |
| Legionär, Der Trinker                            | Maurice Risch    | Manfred Erdmann         | Andreas Neumann            |
| Olive Escartefix alias Gaulix                    | Michel Elias     | Horst Sachtleben        | Marcus Off                 |
| Seebigbos                                        | Georges Atlas    | Walter Reichelt         | –                          |
| Verleihnix                                       | Yves Barsacq     | Bruno W. Pantel         | Reinhold Behling           |
| Wagendieb                                        | Gérard Croce     | Hans Jürgen Diedrich    | Horst Raspe                |
| Weinhändler                                      | Alain Doutey     | Bruno W. Pantel         | Thomas Albus               |
| Wirt                                             | Pierre Mirat     | Kurt Zips               | –                          |
| Zenturio Tullius Stratocumulus                   | Roger Lumont     | Willi Röbke             | Claus Brockmeyer           |
| Betrunkener Römer                                | –                | Michael Rüth            | Andreas Neumann            |
| Brite                                            | –                | Michael Gahr            | –                          |
| Brite an der Küste                               | –                | Thomas Reiner           | –                          |
| Brite an der Küste #2                            | –                | Walter von Hauff        | –                          |
| Brite auf der Straße                             | –                | Leo Bardischewski       | –                          |
| Brite in der Hütte #1                            | –                | Hans Jürgen Diedrich    | –                          |
| Brite in der Hütte #2                            | –                | Thomas Reiner           | –                          |
| Brite in der Hütte #3                            | –                | Michael Gahr            | –                          |
| Cassivellaunus                                   | –                | Hans Jürgen Diedrich    | Osman Ragheb               |
| Gallier mit Wildschwein                          | –                | Gerd Potyka             | –                          |
| Gaulix' Nachbarin                                | –                | Monika John             | Dorothea Anzinger          |
| Gutemine                                         | –                | Inge Schulz             | Anita Höfer                |
| Junger Pirat                                     | –                | Oliver Grimm            | –                          |
| Kapitän                                          | –                | Frank Engelhardt        | Willi Röbke                |
| Kunde des Wagendiebes                            | –                | Bruno W. Pantel         | Claus Brockmeyer           |
| Legionär, Der Kleine                             | –                | Oliver Grimm            | Marcus Off                 |
| Petula                                           | –                | Monika John             | –                          |
| Petulas Ehemann                                  | –                | Thomas Reiner           | Osman Ragheb               |
| Rasenmähender Brite                              | –                | Thomas Reiner           | Thomas Reiner              |
| Römer                                            | –                | Willy Schäfer           | Matthias Kupfer            |
| Römer                                            | –                | Peter Musäus            | Torsten Münchow            |
| Römer auf Patrouille                             | –                | Gernot Duda             | Matthias Kupfer            |
| Römer im Ausguck #1                              | –                | Manfred Erdmann         | –                          |
| Rugbyspieler #1                                  | –                | Michael Gahr            | –                          |
| Sanitäter                                        | –                | Michael Rüth            | –                          |
| Schiedsrichter                                   | –                | Gerd Potyka             | –                          |
| Serviererin                                      | –                | Monika John             | –                          |
| Signalmeister                                    | –                | Peter Musäus            | Niko Macoulis              |
| Towerwächter #1                                  | –                | Michael Rüth            | Matthias Kupfer            |
| Towerwächter #2                                  | –                | Peter Musäus            | –                          |
| Troubadix                                        | –                | Horst Sachtleben        | Walter von Hauff           |
| Wächter                                          | –                | Manfred Erdmann         | –                          |
| Händler Epidemais                                | Albert Augier    | –                       | Osman Ragheb               |
| Methusalix                                       | Georges Atlas    | –                       | Willi Röbke                |
| Römer am Katapult #1                             | –                | –                       | Willi Röbke                |
| Phönizischer Matrose                             | –                | –                       | Matthias Kupfer            |
| Römer                                            | –                | –                       | Niko Macoulis              |
| Römer im Ausguck #2                              | –                | –                       | Thomas Rau                 |
| Römer mit Fackel                                 | –                | –                       | Niko Macoulis              |
| Rugbyspieler #2                                  | –                | –                       | Thomas Albus               |
| Baba                                             | –                | Holger Schwiers         | –                          |

## Hintergrund
Kinostart in Frankreich war am 3. Dezember 1986, in der Bundesrepublik Deutschland am 27. März 1987 und in der DDR am 18. März 1988.
Das Titellied The Look out is out wurde von der britischen Band Cook da Books eingespielt. Es basiert auf dem von Vladimir Cosma komponierten Stück Astérix est là, das im vorherigen Film Asterix – Sieg über Cäsar von Plastic Bertrand gesungen verwendet wurde, ist in dieser Version jedoch langsamer und wurde mit neuem, englischem Text versehen.
2012 erschien der Realfilm Asterix & Obelix – Im Auftrag Ihrer Majestät, in dem Asterix und Obelix ebenfalls nach Großbritannien reisen, um Teefax zu helfen. Ansonsten unterscheidet sich dieser Film inhaltlich jedoch in einigen Punkten deutlich von der Comic-Vorlage und dem Zeichentrickfilm.

## Comic und Film
Im Film wurden einige Punkte aus dem Comic umgeändert, obwohl die Story im Vergleich zu den meisten Asterix-Verfilmungen im Großen und Ganzen beibehalten wurde. Im Film erhält Asterix die Teeblätter von einem phönizischen Händler, während er sie im Comic aus nicht geklärten Gründen bei Miraculix einsteckt. Die Piraten treffen Asterix und Obelix im Comicoriginal außerdem nur bei der Rückreise. Noch dazu ist Idefix im Film auch mit in Britannien, während sie ihn im Comic zu Hause lassen.

## Kritiken
„Aufwendiger Zeichentrickfilm, der durch seine flotte Erzählweise, gelungene Einfälle und die amüsante Karikatur britischen Naturells unterhält. Höhepunkt ist ein Rugbyspiel in der Hauptstadt.“

„Die, verglichen mit Disney-Produktionen, schlampige Animation vereinfacht und verflacht, was die Alben an Plastizität vorgeben. Dort wird mit dem Leser gerechnet, im Film mit dem Zuschauer nicht. Wo man beim Lesen die Abstraktionen mit Leben anfüllt, wird man beim Schauen entlastet und zugleich enttäuscht.“

## Soundtrack
- Vladimir Cosma, Jeff Jordan: Astérix chez les Bretons – Original Motion Picture Soundtrack. Auf: Astérix chez les Bretons • Astérix et la surprise de Cesar. Cosma Cinéma Collection, Vol. 20. Pomme Musi/Larghetto Music/Sony, s. l. 1995, Tonträger-Nr. 951292 – Originalaufnahme der Filmmusik unter der Leitung des Komponisten.